# Tadeusz Mikke

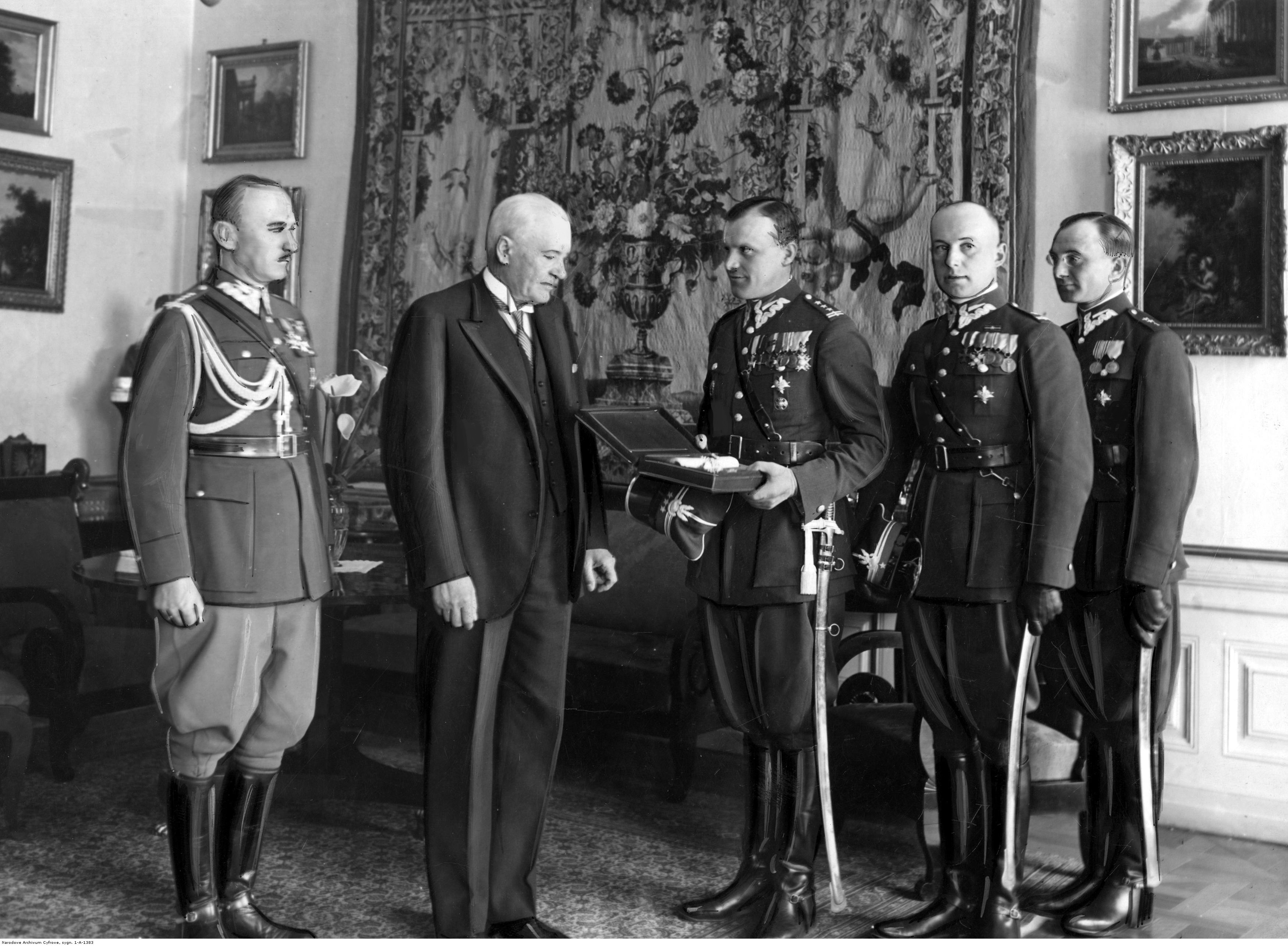
Wręczenie prezydentowi RP Ignacemu Mościckiemu odznaki pułkowej przez delegację 1 Pułku Ułanów Krechowieckich; drugi z prawej mjr Tadeusz Mikke.

Tadeusz Mikke (ur. 21 czerwca 1896 w Warszawie, zm. 12 września 1939 pod Ziewanicami) – podpułkownik kawalerii Wojska Polskiego.

## Życiorys
Tadeusz Mikke urodził się w Warszawie, w rodzinie Karola i Kazimiery z Krauzów. Po ukończeniu w 1915 szkoły średniej w tymże roku został powołany do służby w armii rosyjskiej. W 1916 ukończył Oficerską Szkołę Kawalerii w Twerze i w stopniu podporucznika kawalerii (korneta) otrzymał przydział jako dowódca plutonu do ochotniczego dywizjonu ułanów polskich w składzie Brygady Strzelców Polskich. 3 kwietnia 1917 dywizjon został przekształcony w 1 pułku ułanów polskich. W jego szeregach walczył 23 lipca 1917 w obronie Stanisławowa, a nazajutrz w bitwie pod Krechowcami, w której odniósł ciężką kontuzję i został wzięty do niewoli niemieckiej. Po uwolnieniu (lub ucieczce), wrócił w listopadzie 1918 do swojej byłej jednostki, która w tym czasie wchodziła już w skład I Korpusu Polskiego. Służył w niej do rozwiązania Korpusu.
W maju 1918 wrócił do kraju. W połowie października 1918 był jednym z organizatorów 1 pułku ułanów krechowieckich. Awansowany na stopień rotmistrza, walczył z Ukraińcami pod Przemyślem i Gródkiem Jagiellońskim. W 1919 ukończył Oficerską Szkołę Kawalerii w Warszawie, a potem Aplikacyjną Szkołę Kawalerii w Saumur we Francji. Od września 1920 dowodził szwadronem karabinów maszynowych w 1 puł. w walkach z bolszewikami. W latach 1921–1923 był instruktorem jazdy konnej w Centralnej Szkole Kawalerii w Grudziądzu, a we wrześniu 1923 dowódcą szwadronu 1 puł. Następnie przeszedł do 10 pułku ułanów litewskich. W latach 1925–1935 kończył wiele kursów specjalistycznych m.in. w Centrum Wyszkolenia Kawalerii w Grudziądzu, Centrum Wyszkolenia Piechoty w Rembertowie, batalionie szkolnym saperów w Modlinie. W kwietniu 1928 został przydzielony na stanowisko dowódcy szwadronu pionierów 1 Dywizji Kawalerii w Białymstoku, a po rozformowaniu dywizji dowódcą szwadronu pionierów Brygady Kawalerii „Białystok”. 2 kwietnia 1929 został mianowany majorem ze starszeństwem z dniem 1 stycznia 1929 i 2. lokatą w korpusie oficerów kawalerii. 31 marca 1930 został przeniesiony do 3 pułku szwoleżerów w Suwałkach na stanowisko kwatermistrza. W marcu 1931 wrócił po latach do macierzystego 1 pułku ułanów na stanowisko kwatermistrza. W kwietniu 1933 został przeniesiony do 15 pułku ułanów poznańskich na stanowisko zastępcy dowódcy pułku. 24 stycznia 1934 został awansowany na podpułkownika ze starszeństwem z dniem 1 stycznia 1934 i 5. lokatą w korpusie oficerów kawalerii. 13 lipca 1937 objął obowiązki w zastępstwie dowódcy pułku, a w lutym 1938 został wyznaczony na dowódcę 15 pułku, którym dowodził podczas kampanii wrześniowej.
Podczas wojny obronnej 1939 dowodził pułkiem m.in. w bitwie nad Bzurą. Poległ 12 września pod Ziewanicami k. Głowna. Pośmiertnie został mianowany pułkownikiem. Został pochowany na cmentarzu w Bielawach.
Stryj polityka Janusza Korwin-Mikkego.

## Ordery i odznaczenia
- Krzyż Srebrny Orderu Virtuti Militari nr 12786 (pośmiertnie)[10]
- Krzyż Niepodległości (9 listopada 1933)[11]
- Krzyż Walecznych
- Złoty Krzyż Zasługi (18 marca 1933)[12]
- Srebrny Krzyż Zasługi (16 marca 1928)[13]
- Medal Zwycięstwa („Médaille Interalliée”)
- Order św. Jerzego IV klasy (Imperium Rosyjskie, za bitwę pod Krechowcami)
- Krzyż św. Jerzego z wawrzynem (Imperium Rosyjskie)

## Upamiętnienie
Jedna z ulic w Poznaniu na Strzeszynie nosi imię Tadeusza Mikke.
W kruchcie kościoła pw. św. Michała w Poznaniu znajduje się tablica upamiętniająca Tadeusza Mikke. Odsłonięto ją we wrześniu 1986.
W Boczkach Domaradzkich znajduje się pomnik w miejscu jego śmierci.